# Nora Arnezeder
Nora Arnezeder, född 8 maj 1989 i Paris, är en fransk film- och TV-skådespelerska. 2009 vann hon priset Prix Lumières du meilleur espoir féminin för sin roll som Douce i Paris 36.

## Filmografi, i urval
- 2008 – Paris 36
- 2012 – The Words
- 2012 – Safe House
- 2014 – Mozart in the Jungle (TV-serie)
- 2015 – Zoo (TV-serie)
- 2025 – Tin Soldier